# Wycoller Beck
Der Wycoller Beck ist ein Wasserlauf in Lancashire in England. Er entsteht aus dem Zusammenfluss von Smithy Clough und Turnhole Clough südlich des Ortes Wycoller, fließt in nördlicher Richtung und bildet bei seinem Zusammentreffen mit dem River Laneshaw das Colne Water.

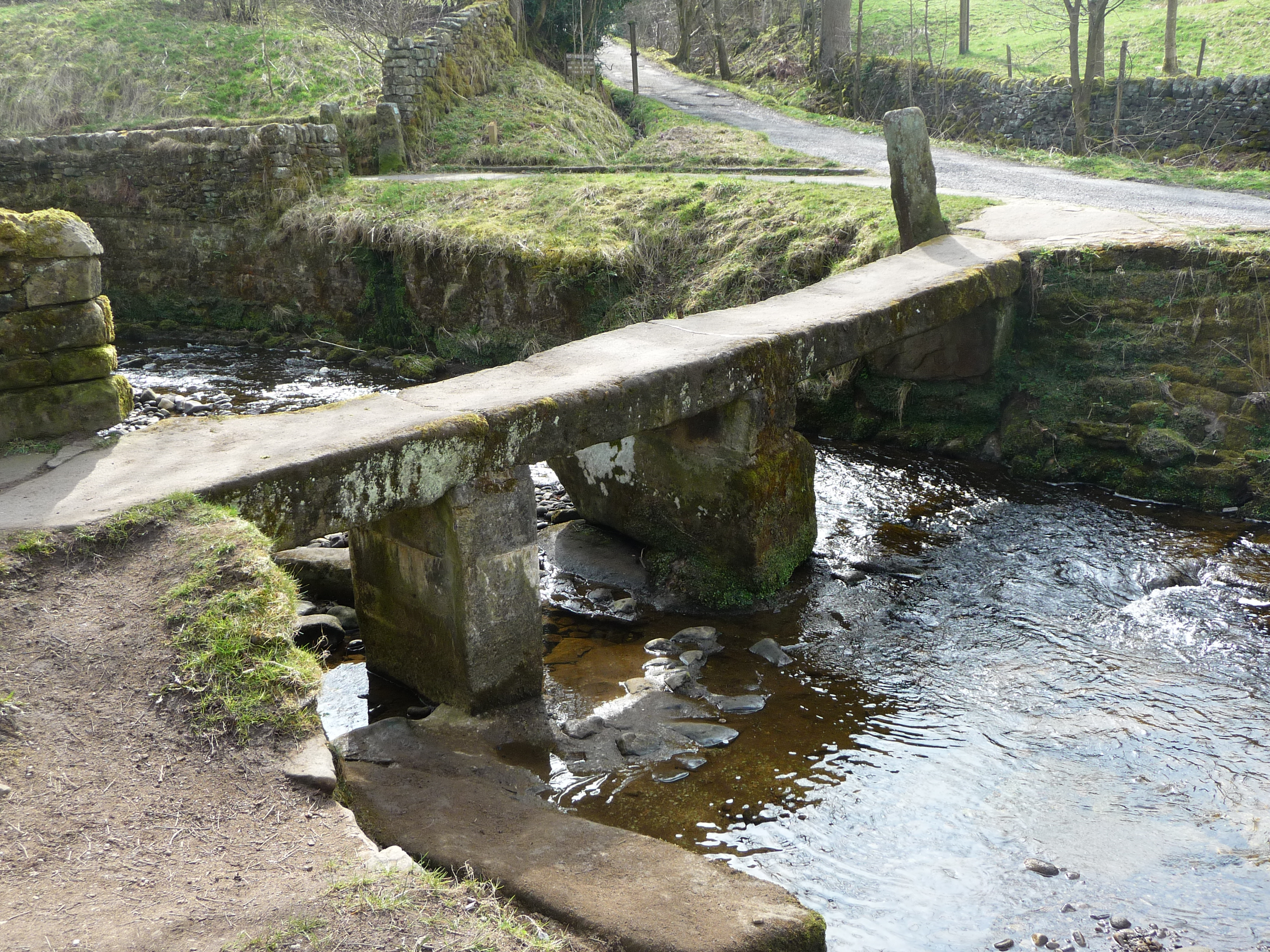
The Hall bridge; Clapper bridge über den Fluss